# PC bang

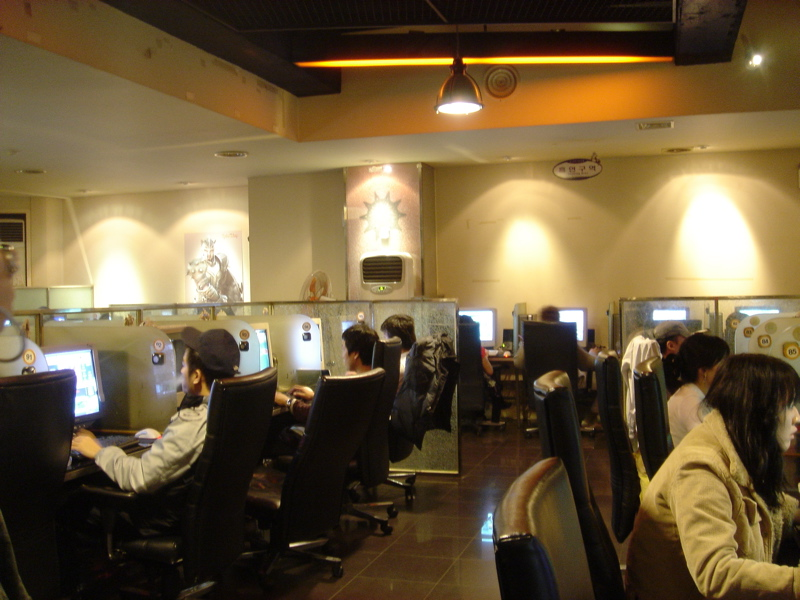
Interior de un PC Bang en Seúl.

Un PC bang (en hangul, PC방) es un tipo de negocio surcoreano donde los clientes pueden jugar videojuegos en línea por una tarifa fija. El concepto es muy similar a un cibercafé, si bien los ordenadores están adaptados para jugar deportes electrónicos como batalla en línea (MOBA), disparos en primera persona, y licencias de rol multijugador (MMORPG) entre otros. El coste medio de la tarifa oscila entre los 500 y los 1500 won (entre 0,39 y 1,15 euros) por hora. Dado que muchos permanecen abiertos las 24 horas, suelen contar con servicios de bar y cafetería. Se estima que hay más de 20 000 PC Bang solo en Corea del Sur.
A pesar de ser uno de los países con mayor acceso a internet, los PC Bang son muy populares en Corea del Sur como actividad social y punto de reunión entre jugadores. El tipo de cliente que suele acudir es dispar, en su mayoría hombres entre 16 y 30 años. Para frenar los casos de adicción a los videojuegos, el gobierno surcoreano ha aprobado leyes como el registro de usuarios mediante documento de identidad o la prohibición en horario de medianoche a los menores de 16 años.